# .ac
.ac је највиши Интернет домен државних кодова (ccTLD) за острво Асенсион које је прекоморска територија Велике Британије.